# Hochdorf-Assenheim
Hochdorf-Assenheim település Németországban, Rajna-vidék-Pfalz tartományban. Lakosainak száma 3313 fő (2023. december 31.).

## Népesség
A település népességének változása:
| Lakosok száma | 2375 | 3201 | 3174 | 3269 | 3271 | 3313 |
|               | 1975 | 2017 | 2019 | 2021 | 2022 | 2023 |